# Khoa học nhỏ
Khoa học nhỏ (ngược lại với Khoa học lớn) nói đến là khoa học được thực hiện ở quy mô nhỏ hơn ví dụ như bởi các cá nhân, nhóm nhỏ hoặc trong các dự án cộng đồng.
Các cơ quan tài trợ nghiên cứu, chẳng hạn như Quỹ Khoa học Quốc gia Hoa Kỳ, DARPA (bộ quốc phòng Hoa Kỳ) và EU có xu hướng tài trợ cho các dự án nghiên cứu quy mô lớn hơn. Các lý do bao gồm tư tưởng rằng các chương trình nghiên cứu có tham vọng lớn cần nguồn lực lớn và việc giảm chi phí hành chính và phụ phí do cơ quan tài trợ. Tuy nhiên, khoa học nhỏ cũng được tài trợ bởi các cơ quan trên trong nhiều lĩnh vực như hóa học và sinh học.

## Tầm quan trọng của Khoa học nhỏ
Khoa học nhỏ giúp xác định mục tiêu và phương hướng của các dự án khoa học quy mô lớn. Đổi lại, kết quả của các dự án quy mô lớn thường được tổng hợp và diễn giải tốt nhất nhờ nỗ lực lâu dài của cộng đồng Khoa học nhỏ. Ngoài ra, vì Khoa học nhỏ thường được thực hiện tại các trường đại học, nó cho phép sinh viên và các nhà nghiên cứu trẻ tham gia vào việc xác định và giải quyết các vấn đề khoa học. Do đó, khoa học nhỏ có thể được coi là một nhân tố quan trọng để gắn kết giữa khoa học và xã hội với nhau.
Theo Biên niên sử cho Giáo dục Đại học, James M. Caruthers, giáo sư kỹ thuật hóa học tại Đại học Purdue, dữ liệu từ Khoa học lớn có giao diện chặt chẽ do các nhà nghiên cứu xác định nó trước khi bắt đầu triển khai máy móc, giúp việc xử lý, hiểu và lưu trữ dễ dàng. Khoa học nhỏ "không đồng nhất một cách kinh khủng" ("horribly heterogeneous"), và trải rộng hơn nhiều. Theo thời gian, Khoa học nhỏ sẽ tạo ra dữ liệu nhiều hơn gấp hai đến ba lần so với Khoa học lớn.
Liên minh Địa vật lý Hoa Kỳ nhấn mạnh tầm quan trọng của khoa học nhỏ trong một tuyên bố.
Một nghiên cứu đăng trên Nature năm 2019 chỉ ra các nhóm nghiên cứu lớn có xu hướng phát triển hướng đi sẵn có của khoa học trong khi các nhóm nhỏ (được định nghĩa là có ba người hoặc ít hơn) thường phá bỏ các mô thức sẵn có để tạo ra hướng đi mới.

## Ví dụ về kết quả Khoa học nhỏ có tác động cao
Nhiều ví dụ lịch sử cho thấy kết quả của Khoa học nhỏ có thể có tác động lớn:
- Lý thuyết Galois, một trong những lý thuyết nền tảng của đại số trừu tượng được Évariste Galois phát triển chỉ trong vòng vài tuần.
- Albert Einstein đã phát triển lý thuyết Tương đối hẹp của mình như một sở thích khi làm việc toàn thời gian trong văn phòng cấp bằng sáng chế.
- Cuốn Các cấu trúc ngữ pháp (Syntactic structures) xuất phát từ nghiên cứu một mình của Noam Chomsky, sau khi xuất bản đã tạo ra một cuộc cách mạng trong ngôn ngữ học và khoa học nhận thức.
- Robert Goddard đã tự mình phát minh ra tên lửa đẩy đa tầng và đẩy bằng chất lỏng. Những đột phá này dẫn đến tên lửa V2 và Apollo Saturn 5 của Đức.